# Waterkrachtcentrale van Pitlochry
De Waterkrachtcentrale van Pitlochry ligt op de rivier Tummel in de Schotse burgh Pitlochry in Perthshire.
Deze waterkrachtcentrale wekt 15 megawatt op. Het water om de turbines aan te drijven wordt geleverd door Loch Faskally, een kunstmatig loch dat ontstond door het afdammen van de Tummel. De dam en centrale werden in 1951 in bedrijf gesteld. Ze voorziet 15 000 huizen van stroom. De dam is 145 m lang en 16 m hoog. 36 000 m³ beton was nodig voor de totale constructie.
In dit gebied liggen nog acht andere waterkrachtcentrales die samen het Tummel hydro-electric power scheme vormen. Ze worden aangedreven door het regenwater dat in een gebied van 1839 km² valt en de rivieren Tummel, Gaur, en Garry voedt. Ten westen van Pitlochry fungeren Loch Ericht, Loch Rannoch en Dunalastair Water als tussenliggende reservoirs vooraleer de Tummel in Loch Faskally stroomt.

## Visladder
Ongeveer 500 000 bezoekers komen jaarlijks naar de waterkrachtcentrale, vooral om de zalmen via de visladder stroomopwaarts te zien zwemmen. De dam op de Tummel verhinderde immers dat de zalmen hun paaiplaatsen stroomopwaarts nog konden bereiken.
De visladder is 310 m lang en bestaat uit een aantal bakken die trapsgewijs, 45 cm per bak, het hoogteverschil overwinnen. De zalmen doen dat via openingen onderaan in de bak. Op deze weg kunnen ze rusten in drie grotere reservoirs. Een ervan is voorzien van een glazen wand en een camera waardoor men de voorbij zwemmende vissen kan zien. De visladder is ook uitgerust met een apparaat dat in 2006 7238 zalmen registreerde op hun weg hogerop.
Zalmen keren tussen april en oktober terug van hun voedingsgronden in de Atlantische Oceaan om hun eieren te leggen in de rivieren waar ze zelf werden geboren. Ze leggen hun eieren en bedekken die met steentjes terwijl mannelijke exemplaren in hun buurt zijn. Jonge zalm blijft tot vier jaar in hun rivier van geboorte vooraleer ze de tocht naar de oceaan aanvatten.

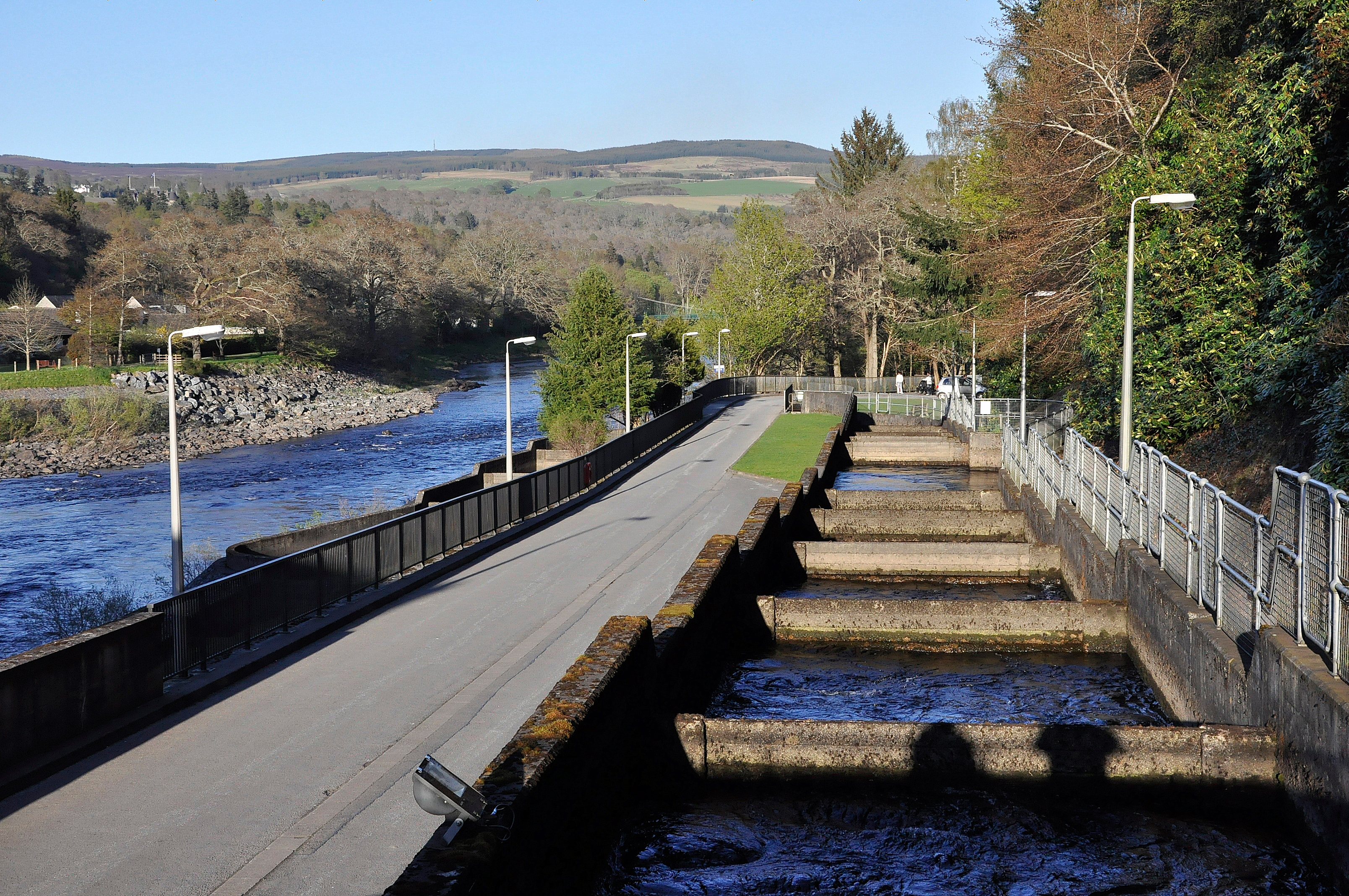
De visladder met links de Tummel